# Fritz Rapp (Sänger)

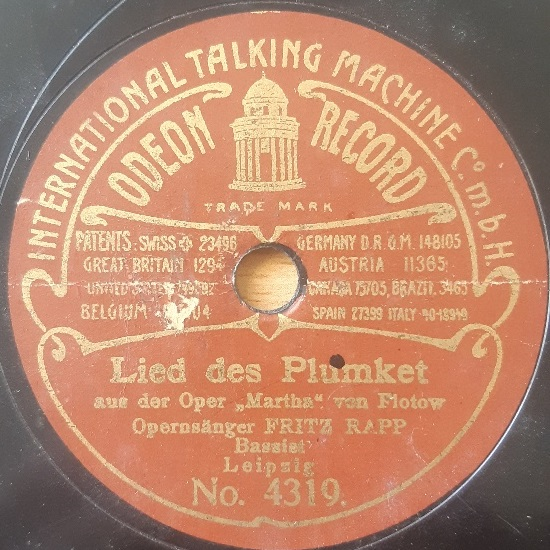
Schallplatte von Fritz Rapp (Leipzig 1904)

Fritz Rapp (* 31. August 1872 in Greifenberg/Württemberg; † nach 1927) war ein deutscher Opernsänger (Bass), -regisseur und Gesangspädagoge.

## Leben
Rapp, dessen Vater ebenfalls Sänger war, wurde von Rossi in Mailand ausgebildet und begann seine Laufbahn 1894 in Elbing, wo er zum ersten Mal als „Plumkett“ in der Oper Martha auftrat. In derselben Rolle debütierte er 1895 bei seinem Engagement in Würzburg, kam 1896 nach Basel (Antrittsrolle: „Daland“), wo er vier Jahre verblieb, 1900 nach Königsberg (Antrittsrolle: „Marcel“ in Hugenotten) und 1902 nach Leipzig (Antrittsrolle: „Landgraf“ im Tannhäuser).
Im Januar 1903 wurde er mit dem Ziel, ein Engagement an der Hofoper Wien zu bekommen, zu einem Gastspiel eingeladen. Warum dieses nicht zustande kam, ist unklar, er blieb auf alle Fälle bis 1917 in Leipzig.
Von 1917 bis 1927 war er Oberspielleiter und Sänger am Hoftheater Altenburg (Thüringen). Danach wirkte Rapp als Gesangslehrer in Mainz.
1906 gastierte er am Opernhaus von Frankfurt, 1907 am Hoftheater von Weimar, ab 1908 auch häufig an der Hofoper Berlin und ab 1910 oft in Dresden.
Todeszeitpunkt und -ort sind unbekannt.
Fritz Rapp hinterließ wenige seltene Platten für G&T (Königsberg 1904), Odeon (Leipzig 1904) und Symphonion (Leipzig 1910).